# Veszprémfajsz
Veszprémfajsz (németül: Fais) község Veszprém vármegyében, a Veszprémi járásban.

## Fekvése
Veszprémfajsz egy, a Bakony déli lábánál fekvő egyutcás település. A Veszprém és Tapolca között húzódó 77-es, illetve a megyeszékhelytől Csopak felé tartó 73-as főutat összekötő 7302-es számú mellékút mentén fekszik. A legközelebbi települések: Nemesvámos (4 kilométerre), Felsőörs (6 kilométerre), Paloznak (8 kilométerre), valamint Csopak és Veszprém (egyaránt 9-9 kilométerre). Délkelet felől pontszerűen határos még Lovassal is.

## Története
A falu nevét Árpád fia Jutas fiáról, Fajszról kapta. A jelenlegi község a 18. században épült ki, a középkori falu majd egy kilométerre innen helyezkedett el. A veszprémi vár török ostromát megelőzően a falu elnéptelenedett; korabeli templomának romjai láthatók csak. A templom védőszentje, Szent Valburga (Heilige Walburga) bencés apátnő volt.
Veszprémfajsz lakosságának egy része német eredetű telepesek leszármazottja.

## Közélete

### Polgármesterei
- 1990–1994: Csiba József (független)[3]
- 1994–1998: Csiba József (független)[4]
- 1998–2002: Csiba József (független)[5]
- 2002–2006: Csiba József (független)[6]
- 2006–2010: Csiba József László (független)[7]
- 2010–2014: Fertig József (független)[8]
- 2014–2019: Fertig József (független)[9]
- 2019–2024: Fertig József (független)[10]
- 2024– : Fertig József (független)[1]

## Népesség
A település népességének változása:
| Lakosok száma | 243  | 258  | 258  | 261  | 265  | 260  | 263  |
|               | 2013 | 2014 | 2015 | 2021 | 2022 | 2023 | 2024 |

A 2011-es népszámlálás során a lakosok 95,3%-a magyarnak, 25,8% németnek mondta magát (3,9% nem nyilatkozott; a kettős identitások miatt a végösszeg nagyobb lehet 100%-nál). A vallási megoszlás a következő volt: római katolikus 73,4%, református 4,7%, evangélikus 1,2%, felekezeten kívüli 2,7% (18% nem nyilatkozott).
2022-ben a lakosság 93,2%-a vallotta magát magyarnak, 16,2% németnek, 0,4% cigánynak, 0,4% ruszinnak, 2,3% egyéb, nem hazai nemzetiségűnek (6,4% nem nyilatkozott; a kettős identitások miatt a végösszeg nagyobb lehet 100%-nál). Vallásuk szerint 47,2% volt római katolikus, 3,8% református, 0,4% evangélikus, 0,4% egyéb keresztény, 0,4% egyéb katolikus, 7,5% felekezeten kívüli (40,4% nem válaszolt).

## Nevezetességei
- Kálváriadomb, katolikus templom
- Balácapuszta, római kori villagazdaság régészeti lelőhely és kiállítás.
- Az Árpád-kori Fajsz, Poór-Fajsz romjai

## Galéria

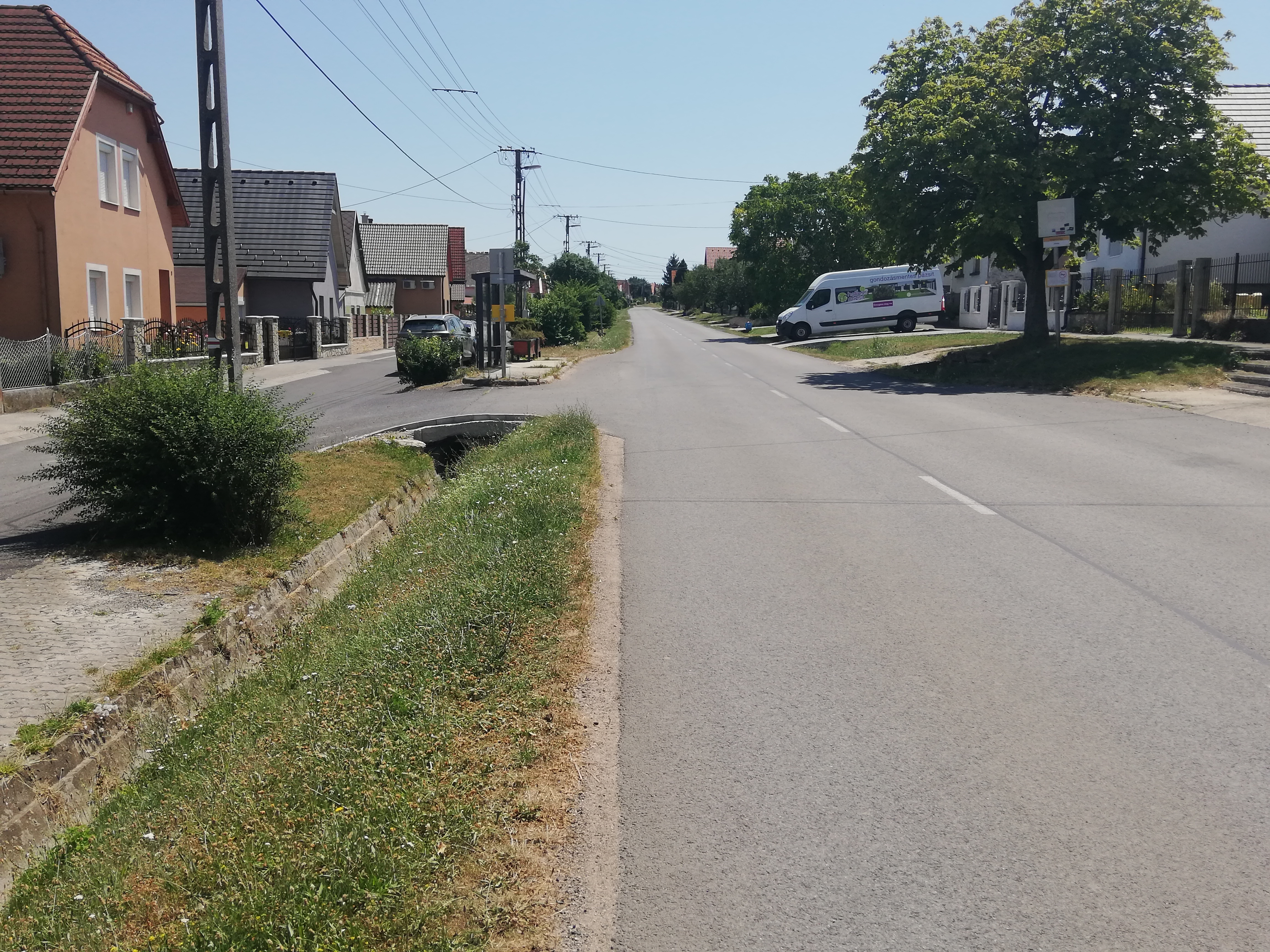
A 7302-es út Veszprémfajsz központjában, dél felé nézve
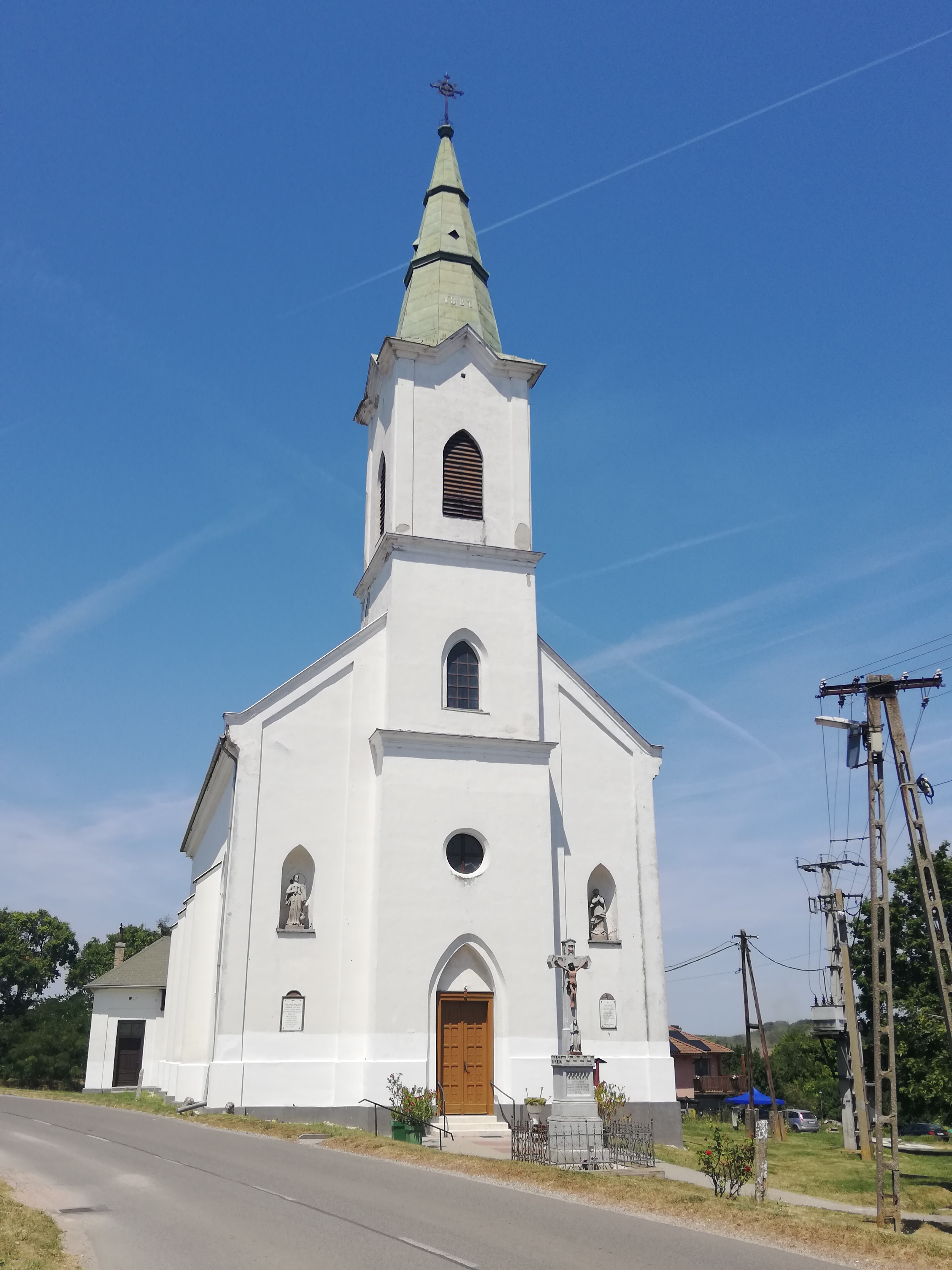
Veszprémfajsz katolikus temploma
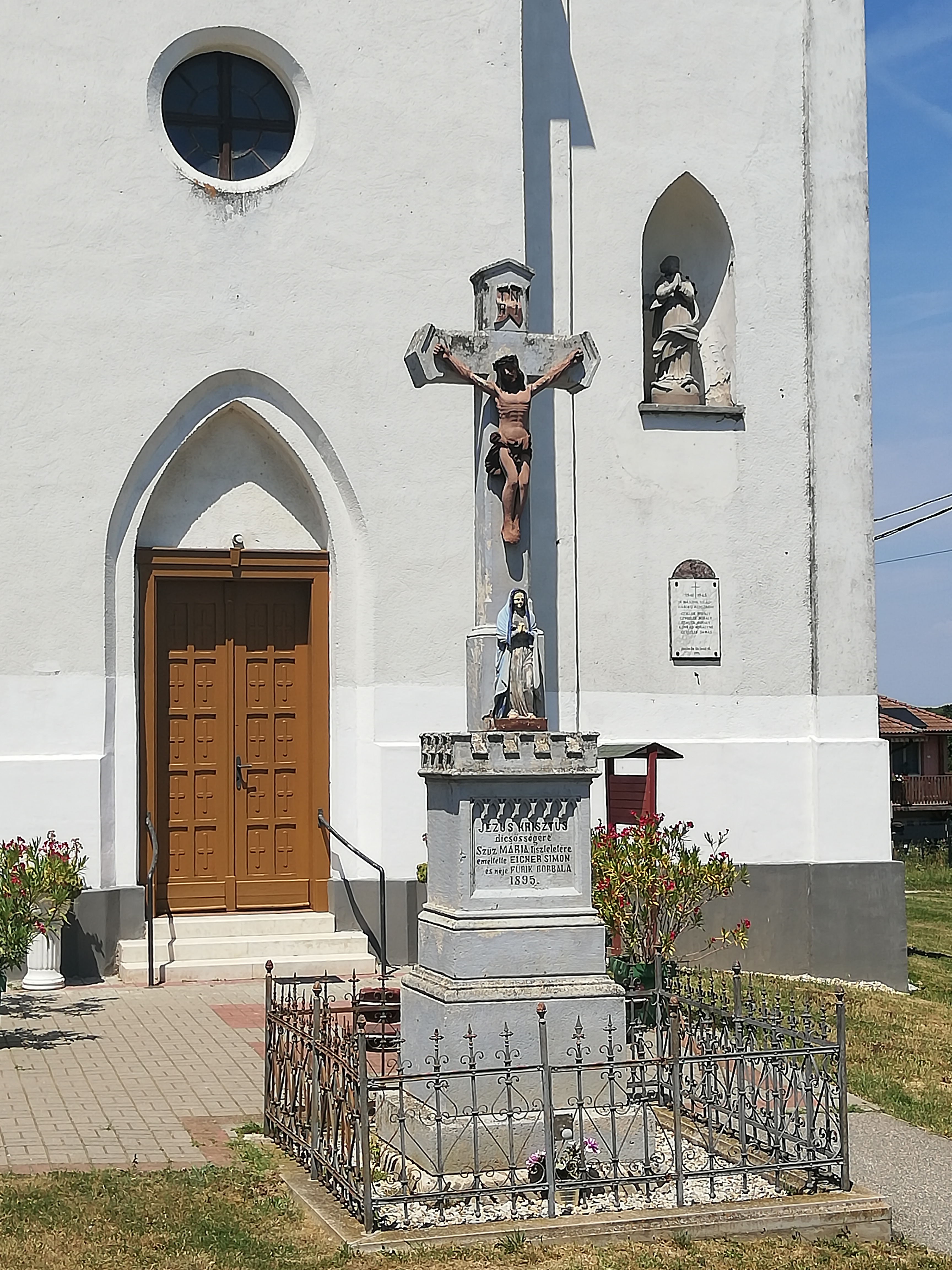
A templom előtere
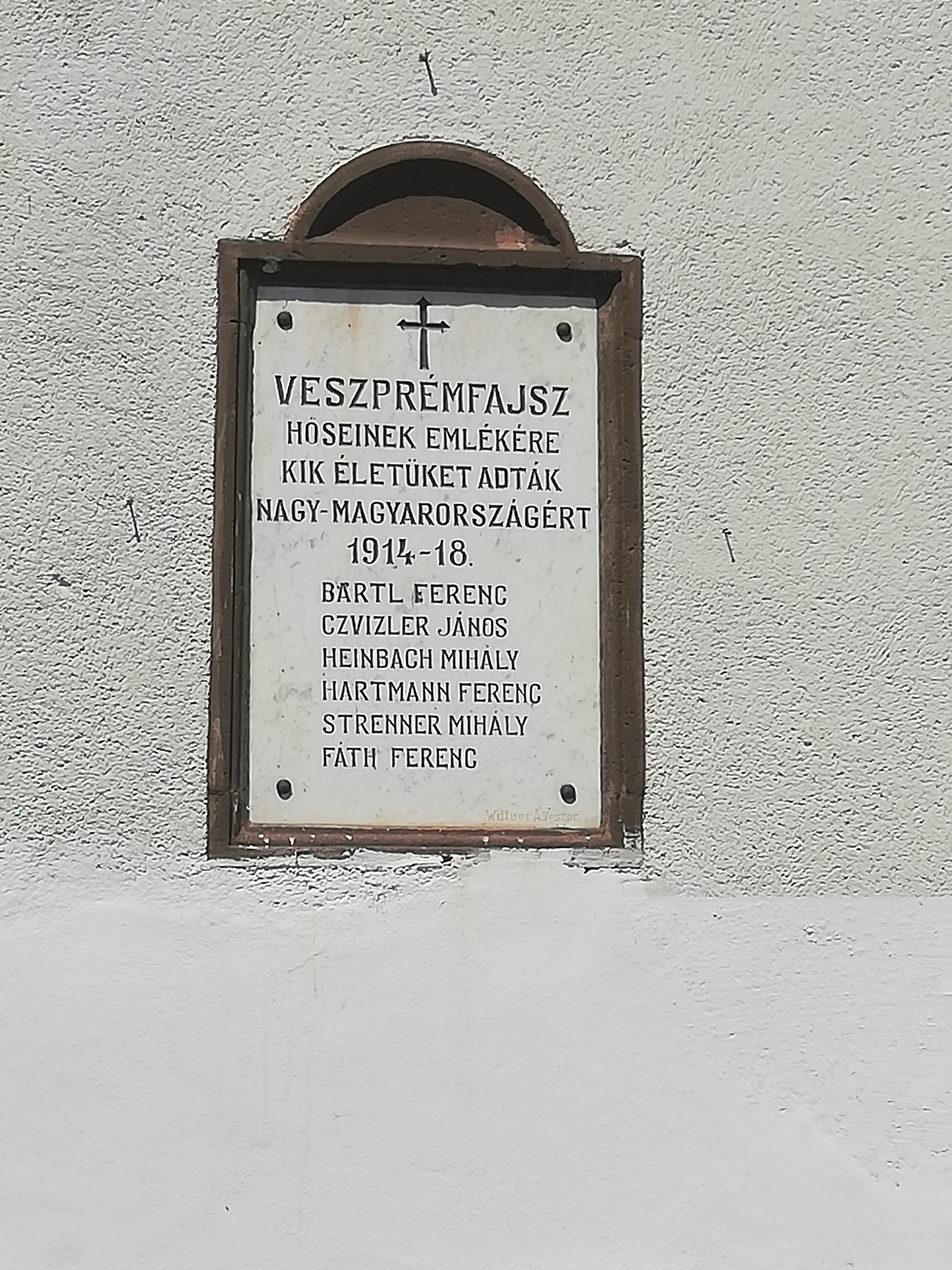
Veszprémfajsz I világháborús hősi halottainak emléktáblája a templom homlokzatán
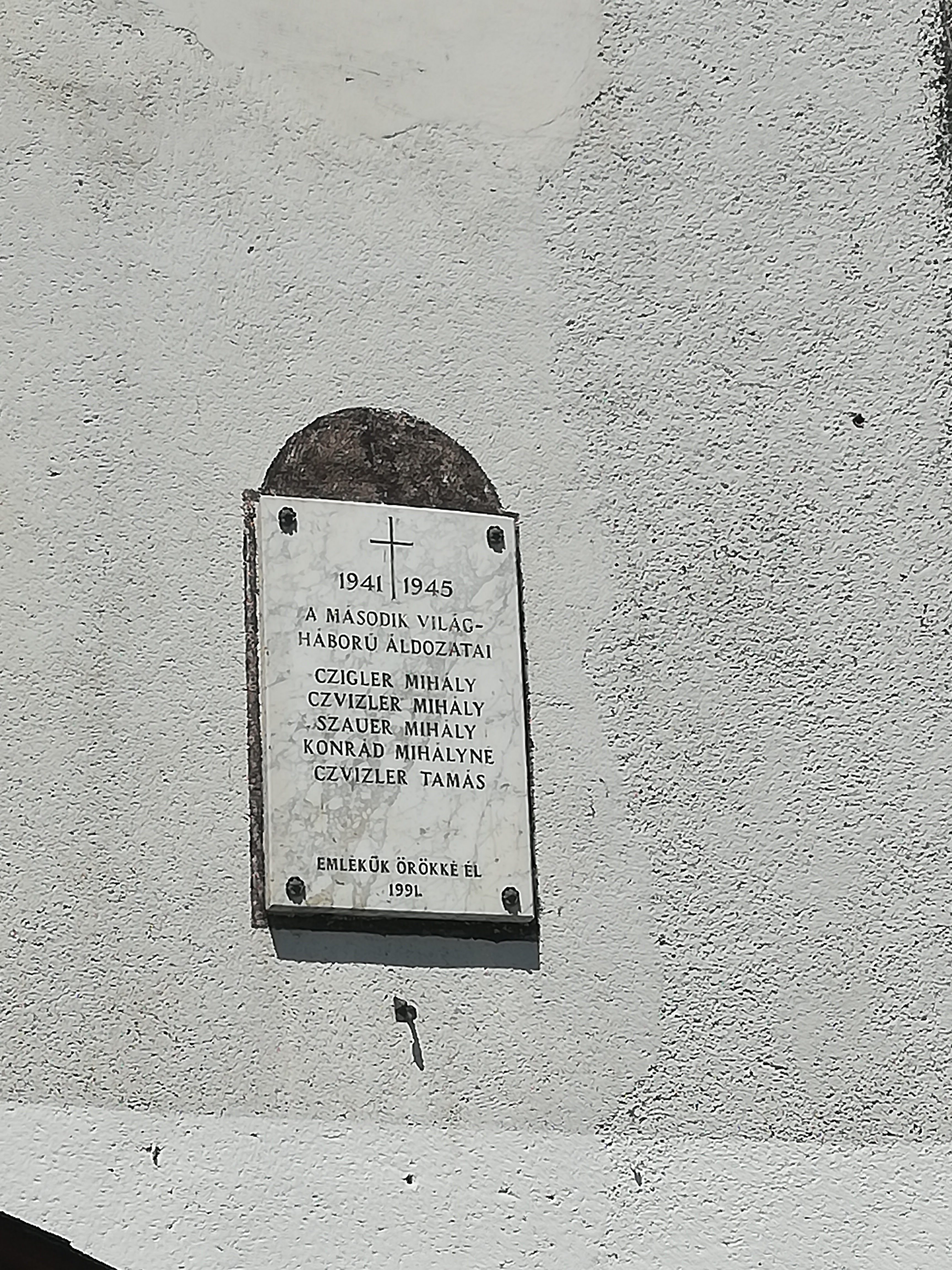
Veszprémfajsz II világháborús áldozatainak emléktáblája a templom homlokzatán
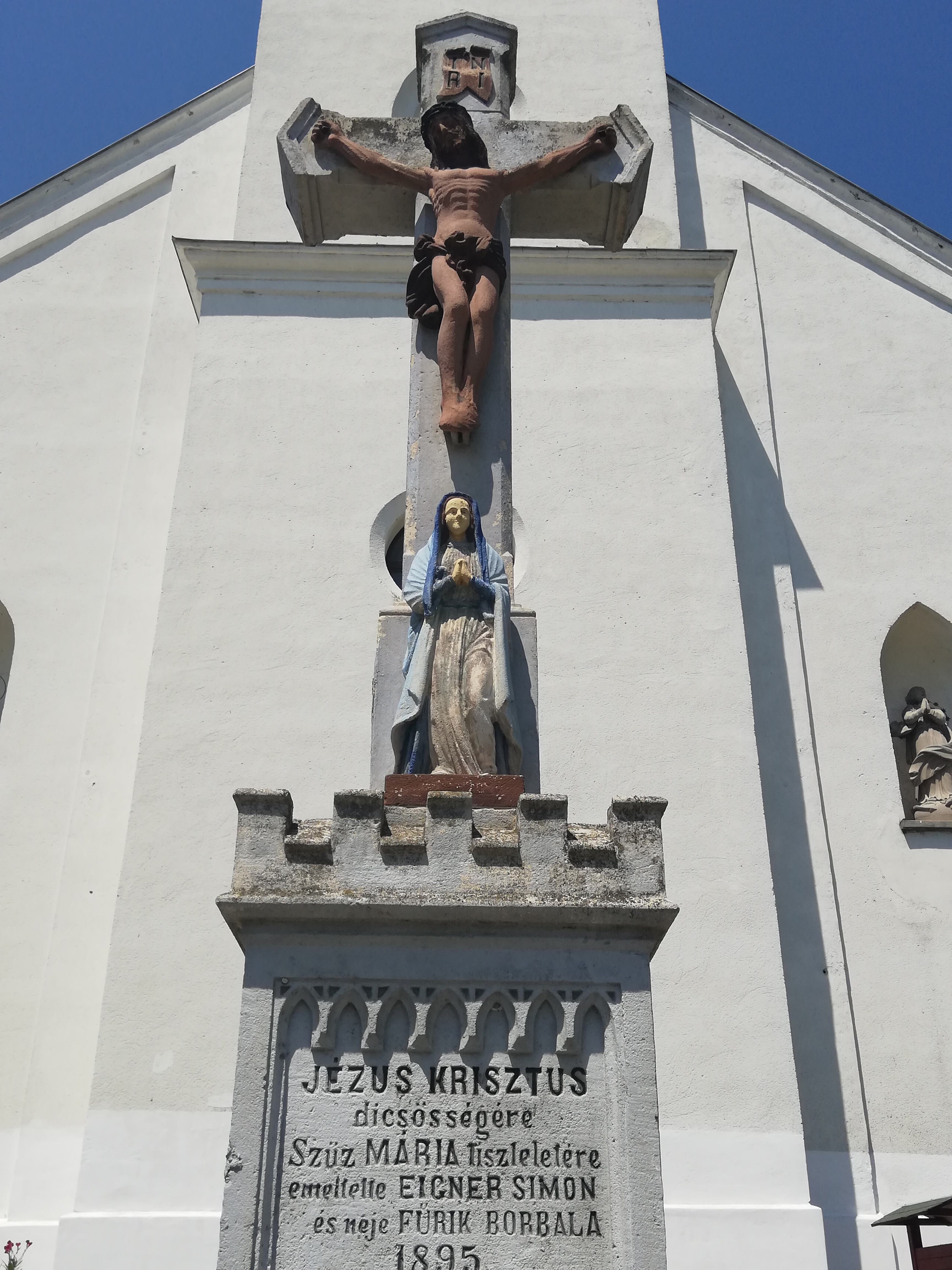
Kőkereszt a templom előtt
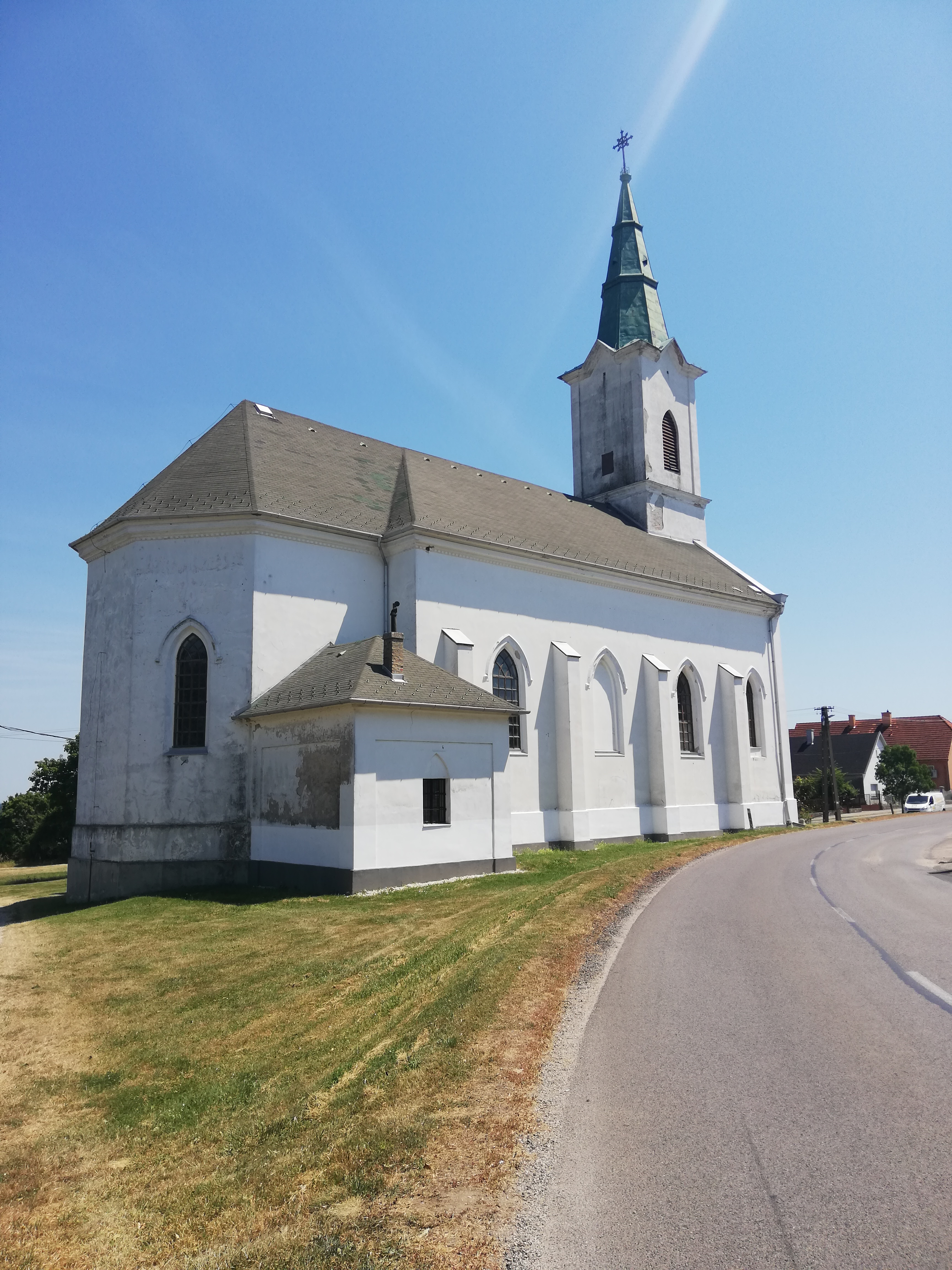
A templom Nemesvámos felől nézve
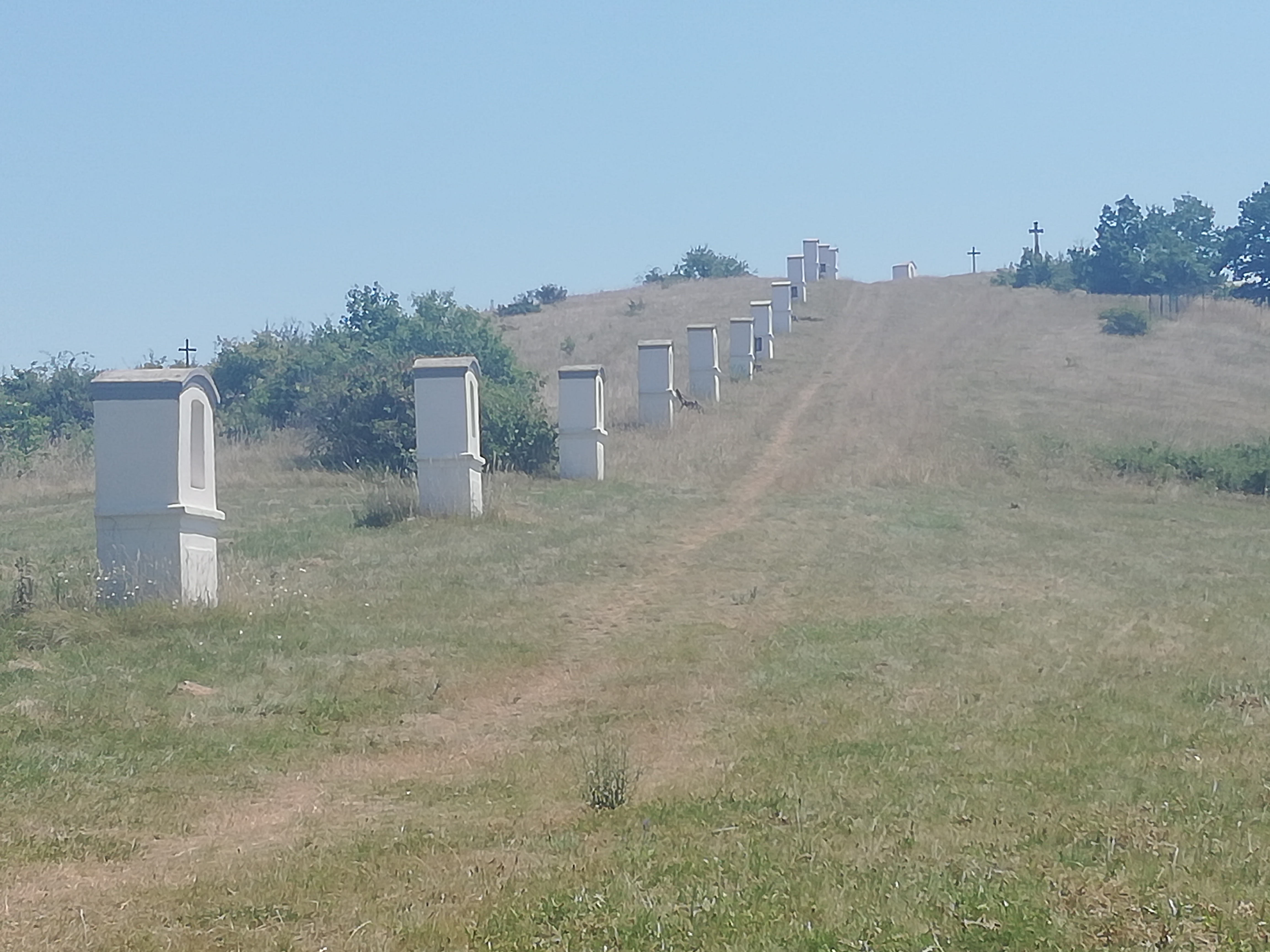
Veszprémfajsz kálváriája